# Thajsko na Letních olympijských hrách 1988
Thajsko se účastnilo Letní olympiády 1988 v jihokorejském Soulu. Zastupovalo ho 14 sportovců (12 mužů a 2 ženy) ve 4 sportech.

## Medailisté
| Medaile | Jméno          | Sport | Soutěž                         |
| ------- | -------------- | ----- | ------------------------------ |
| Bronz   | Phajol Moolsan | Box   | Muži váha bantamová - do 54 kg |